# María Micaela Cerana
Prof. Dra. Maria Micaela Cerana de Nores ( 1949) es una botánica, y profesora argentina. Es investigadora en la Facultad de Ciencias Agropecuarias, Universidad Nacional de Córdoba. Obtuvo su doctorado en Ciencias biológicas, y especialización en docencia universitaria en Botánica Agrícola, en 1997 en la Facultad de Ciencias Exactas, Físicas y Naturales, Córdoba (Argentina), defendiendo la tesis “El género Mikania (Asteraceae), en la República Argentina. Aspectos taxonómicos y morfológicos” (257 pp.) Y en 1971 había obtenido el profesorado universitario en Ciencias Biológicas, en la misma Casa de Altos Estudios.
Ha realizado extensas expediciones botánicas en el marco del "Proyecto Atlas de Estructura Vegetal". Desde 2009 es profesora adjunta por concurso, en Botánica Agrícola I, en la Facultad de Ciencias Agropecuarias, de la Universidad Nacional de Córdoba.

## Algunas publicaciones

### Libros
- maría micaela Cerana, luis Ariza Espinar. 2003. 280. Asteraceae, pt. 17, Tribu XIII, Lactuceae: Hieracium. Flora fanerogámica Argentina. Proflora (CONICET). 27 pp.

- gisela Sancho, maría m. Cerana, luis Ariza Espinar, adriana Bartoli, roberto d. Tortosa. 2003. Flora Fanerogamica Argentina. Proflora (CONICET). 103 pp.

- luis Ariza Espinar, maría micaela Cerana. 1986. Contribución al conocimiento de las especies de Stevia (Asteraceae) del centro de Argentina. Vol. 5, Nº 3 de Trabajos del Museo Botánico. UNC. 400 pp.

### Revistas
- Galussi, AA, Argüello, JA, Cerana, MM, Maximino, M, & Moya, ME. (2015). Características anatómicas y químicas de la cubierta seminal de Medicago sativa L. (alfalfa) cv. Semillas de Baralfa 85 y su asociación con la latencia de semillas. Phyton (Buenos Aires) , 84 (1), 163-175.[2]

## Honores
Miembro
- Sociedad Argentina de Botánica (renunció en 2011)

Premios
- Educ.ar 2008 por el "Atlas Multimedia de Anatomía Vegetal"[3]

- La abreviatura «Cerana» se emplea para indicar a María Micaela Cerana como autoridad en la descripción y clasificación científica de los vegetales.[4]